# Brevans
Brevans település Franciaországban, Jura megyében. Lakosainak száma 683 fő (2022. január 1.). Brevans Authume, Baverans, Dole, Falletans és Rochefort-sur-Nenon községekkel határos.

## Népesség
A település népességének változása:
| Lakosok száma | 440  | 383  | 610  | 629  | 652  | 650  | 669  | 682  | 692  | 683  |
|               | 1968 | 1982 | 1990 | 2006 | 2013 | 2015 | 2017 | 2019 | 2020 | 2022 |